# Bataille des Guararapes
Insurrection du Pernambouc, guerre néerlando-portugaise et guerre de Restauration (Portugal)
La bataille des Guararapes se déroule les 18 et 19 avril 1648 entre l'armée de la Compagnie néerlandaise des Indes occidentales et les troupes de l'Empire portugais. Une seconde bataille a lieu le 19 février 1649, également à Morro dos Guararapes, dans l'actuel Jaboatão dos Guararapes, municipalité de la région métropolitaine de Recife, dans ce qui était alors la capitainerie de Pernambouc, aujourd'hui État de Pernambouc. Les deux engagements ont lieu au cours de la guerre de restauration de l'indépendance du Portugal vis-à-vis de l'Espagne, et permettent aux troupes portugaises de récupérer les territoires d'outre-mer qui avaient été occupés par les Néerlandais pendant la domination espagnole, comme le nord-est du Brésil et la côte de l'Angola et du Timor par exemple.
Ces deux victoires portugaises sont considérées comme l'épisode décisif de l'insurrection du Pernambouc, qui met fin aux invasions néerlandaises au Brésil et au « Brésil hollandais » (Nouvelle-Hollande), au XVIIe siècle. La signature de la capitulation néerlandaise a lieu en 1654, à Recife, d'où partent les derniers navires bataves vers l'Europe.
Le premier affrontement, le 19 avril 1648, au cours duquel les troupes de la résistance qui combattent les Hollandais sont formées principalement de natifs du Brésil (Brésiliens blancs, noirs et amérindiens) renforcés de soldats portugais nés dans la métropole, a pour finalité l'expulsion des envahisseurs hollandais. Bien que cet affrontement militaire visât à défendre l'Empire portugais, dont le Brésil faisait partie, la date est symboliquement adoptée comme celle de l'acte fondateur de l'armée brésilienne et du sentiment national brésilien .

## Première bataille
Le premier engagement entre l'armée néerlandaise et les défenseurs de l'Empire portugais eut lieu le 18 et le 19 avril 1648 à Morro dos Guararapes, Capitainerie de Pernambouc, Brésil colonial.
Les Néerlandais prévoyaient de reconquérir le port de Nazaré, à Cabo de Santo Agostinho, fondamental pour l'approvisionnement de Arraial Velho do Bom Jesus, où entraient les armes et munitions utilisées par la résistance luso-brésilienne. Sous le commandement du colonel Sigismund von Schkoppe, les combattants hollandais savaient l'importance stratégique d'occuper d'abord le village de Muribeca, où il y avait une grande quantité de farine de manioc pour approvisionner les soldats.
Cependant, les généraux Fernandes Vieira et Vidal de Negreiros, au courant des plans d'invasion, empêchèrent l'action à Morro dos Guararapes, où les Hollandais, venant de Recife, devaient passer pour atteindre Muribeca. Ce premier affrontement se solde par une victoire luso-brésilienne, malgré un effectif ne dépassant pas 2 200 hommes, contre 7 400 de l'armée ennemie. Le bilan de la guerre était de 1 200 morts hollandais, dont 180 officiers et sergents. Du côté portugais-brésilien, 84 personnes sont mortes. Le combat le plus intense a duré environ cinq heures. Sur le champ de bataille, en plus des Néerlandais et des Portugais-Brésiliens, des Anglais, des Français, des Polonais, des Noirs africains et des Indiens Tupi et Tapuia sont tombés. De nombreux soldats hollandais se sont noyés dans les marécages autour de Morro dos Guararapes. Affaiblie au combat, l'armée de la Compagnie néerlandaise des Indes occidentales ne put résister à la vigueur, à la préparation et à la connaissance du terrain des Luso-Brésiliens. Dans les moments décisifs de l'affrontement, les Hollandais tentent de dominer le flanc occupé par les noirs, commandés par Henrique Dias, mais les troupes commandées par Vieira et Vidal viennent à leur secours, massacrant les Hollandais. La deuxième bataille aura lieu dix mois plus tard, en février 1649, au même endroit.
Voici un résumé de la description du premier affrontement, selon Diogo Lopes Santiago, chroniqueur de la guerre à l'époque :

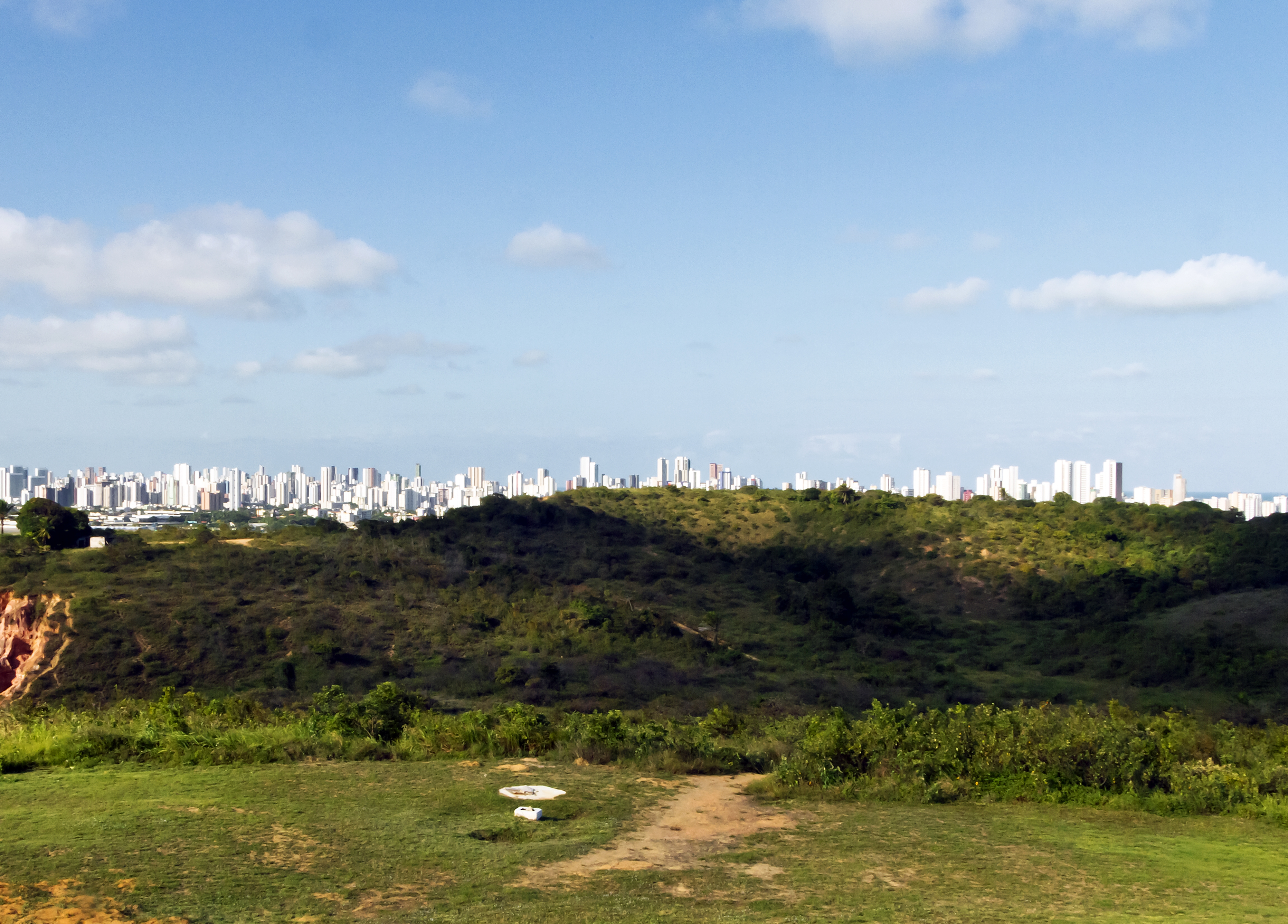
Morro dos Guararapes, lieu où se sont déroulées les batailles de Guararapes, avec Recife en arrière-plan. Le Parc historique national de Guararapes est répertorié par IPHAN.

« A tel point que notre infanterie s'est cachée dans les mangroves au pied de la dernière colline, Antônio Dias Cardoso a ordonné à 20 de ses meilleurs hommes d'aller avec 40 des Indigènes de Filipe Camarão pour regarder pour l'ennemi, qui marchait de Recife sur le chemin de Guararapes.
A l'entrée des collines, nos 60 soldats ont attaqué l'avant-garde hollandaise et se sont retirés sans tourner le dos à l'ennemi, les attirant dans un passage étroit entre les collines et les mangroves, à quelques pas de là où se trouvait notre armée. De notre côté, il y eut une certaine confusion et des avis de recul face à une armée aussi supérieure, mais les deux maîtres de campagne, João Fernandes Vieira et André Vidal de Negreiros, décidèrent, comme convenu, de faites-leur face là-bas, donnant la première charge et chargeant l'ennemi avec l'épée, même sous le feu des mousquets.
André Vidal a défilé dans le centre-ville avec Camarão à sa droite à travers la mangrove. Vieira a franchi le sommet avec Henrique Dias à sa gauche. Nos deux étonnantes charges de mousqueterie et d'artillerie attendaient les nôtres sans qu'aucun coup de feu ne soit tiré, rencontrant l'ennemi à bout portant. A cette époque, partout tiré notre feu à la fois, causant de grands dégâts et la désorganisation dans les escadrons ennemis. Bientôt, les nôtres ont tiré leurs épées et ont attaqué avec un tel élan et une telle violence que les lanciers n'ont pas pu empêcher les nôtres de s'infiltrer, de tuer et de détruire pendant une demi-heure, jusqu'à ce qu'ils soient mis en fuite.
En fuyant et en descendant la montagne, malgré eux avec plus de vitesse qu'il n'en avait grimpé, ceux qui se sont échappés de Dias et Vieira ont rejoint ceux qui se retiraient à travers la campagne, sous la pression de Vidal et Camarão. Nous avons gagné tous les canons ennemis et beaucoup de bagages, ce qui a conduit de nombreux soldats au pillage et à l'euphorie.
Comme on pouvait s'y attendre dans des armées comme celle des Hollandais, avoir du monde en réserve pour les situations difficiles leur a valu une contre-attaque fulminante, rattrapant nos soldats désorganisés et épuisés qui s'enfuyaient en bas de la colline.
Le combat désespéré qui s'ensuivit pour la défense du passage étroit (surnommé l'embouchure) dura plusieurs heures, avec les officiers (les nôtres et les ennemis) au cœur de l'action. Nous avons fini par perdre quatre des six pièces d'artillerie gagnées. Enfin, le champ était à nous et le sommet des collines ennemies.
Le général hollandais, grièvement blessé à la cheville, ordonna une retraite pendant la nuit, laissant deux canons pointés sur la bouche, masquant sa retraite vers Recife. »

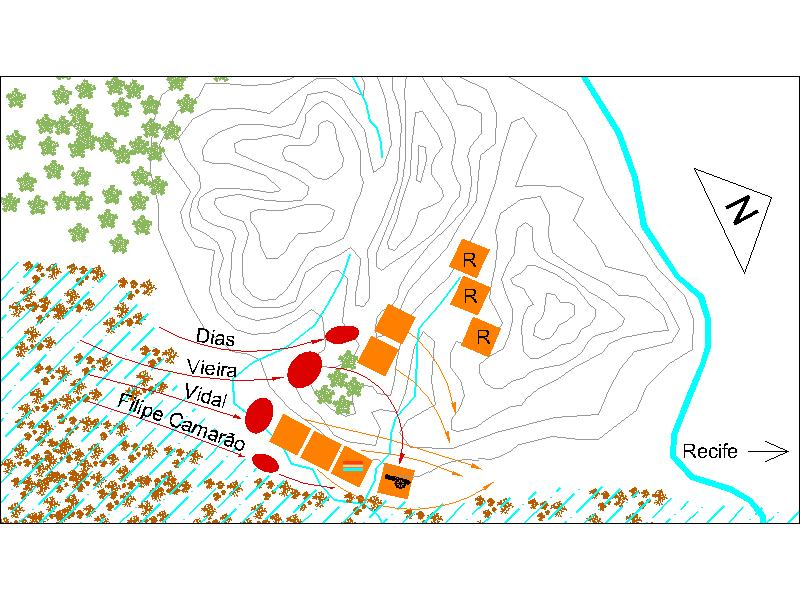
Attaque portugaise et retraite hollandaise

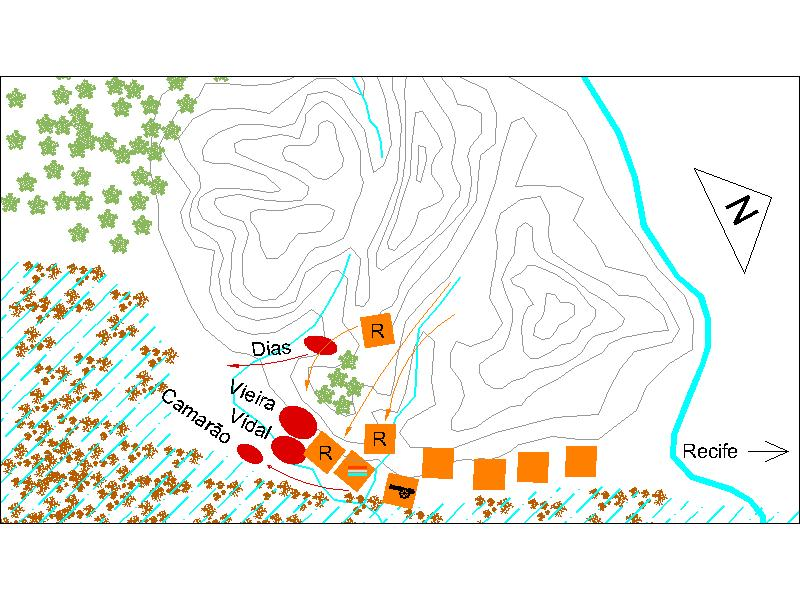
Contre-attaque surprise de la réserve néerlandaise

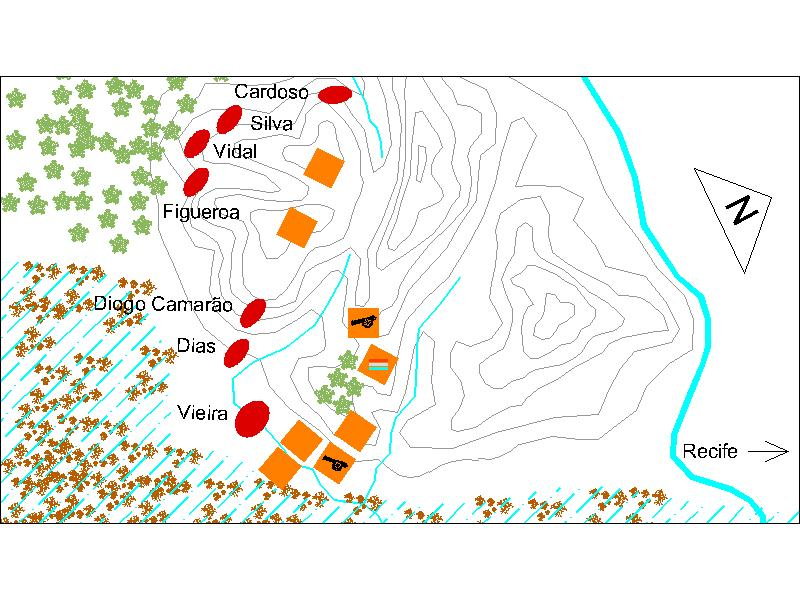
Positions de départ

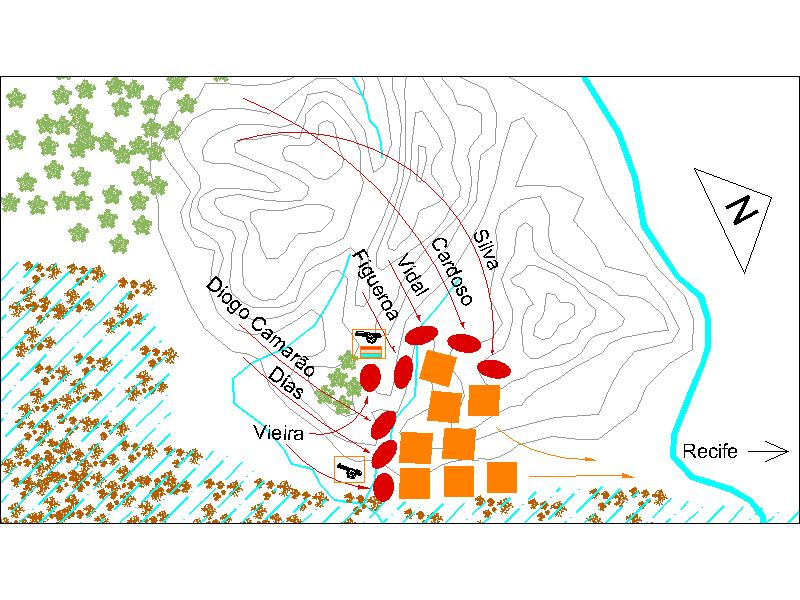
Développement de la bataille

## Seconde bataille

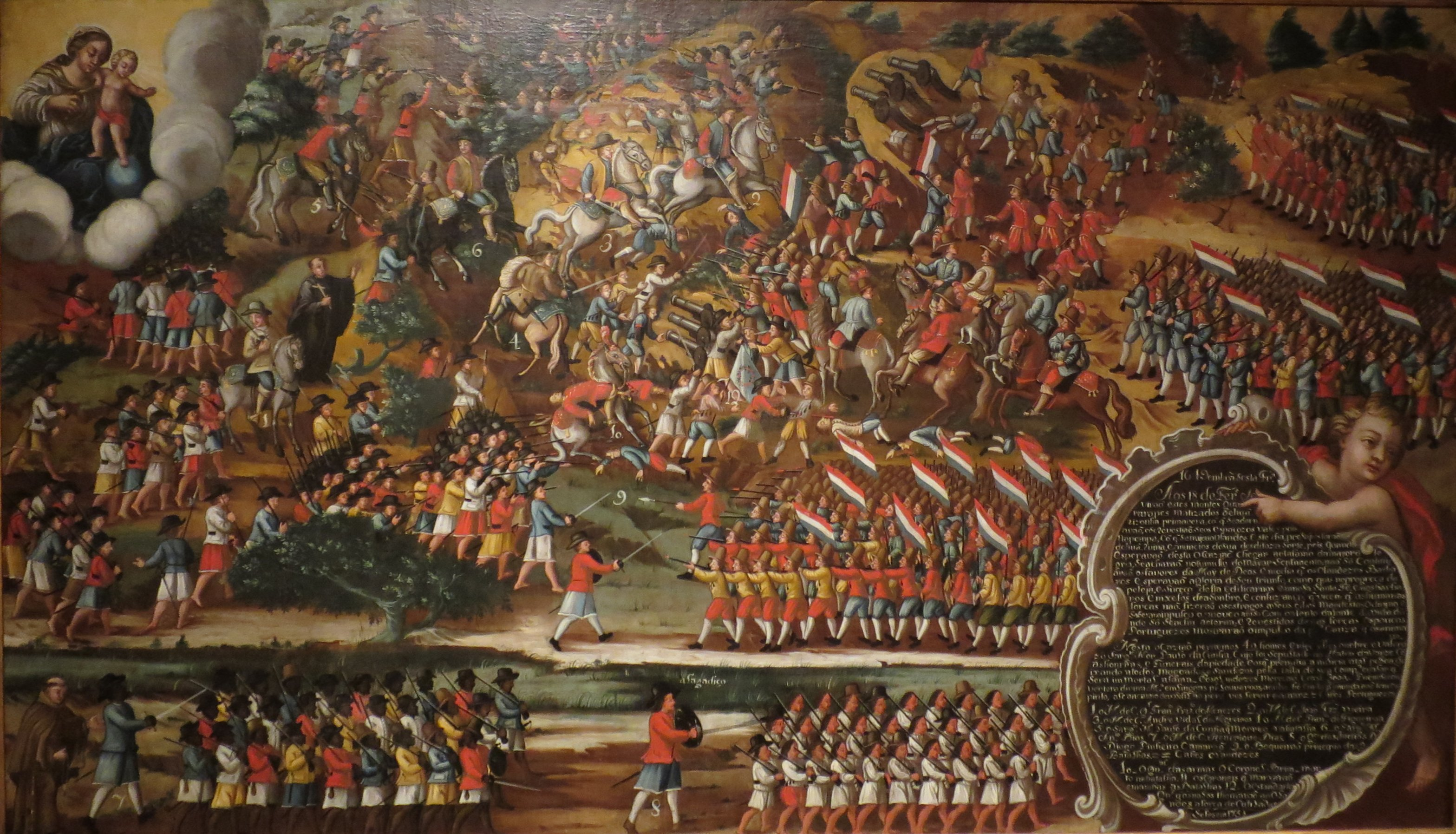
Œuvre (Batalha dos Guararapes), peinte en 1758. Collection du Musée historique national.

Le second affrontement entre l'armée néerlandaise et les défenseurs de l'Empire portugais a lieu au même endroit, le Morro dos Guararapes, le 19 février 1649 .
Il est remporté par les Portugais et se distingue comme un épisode décisif de la Guerre de la Restauration Portugaise et particulièrement de l'insurrection du Pernambouc, qui culmina avec la fin des Invasions hollandaises du Brésil, au XVIIe siècle. La signature de la capitulation eut lieu en 1654, à Recife, d'où partaient les derniers navires hollandais pour l'Europe.
Un résumé de la description de la bataille suit, selon le chroniqueur contemporain Diogo Lopes Santiago (dans  História da Guerra de Pernambuco , livre 5, chapitre V: ... La fameuse victoire que les Portugais ont atteinte …) :

« Ayant préparé les choses nécessaires, l'armée hollandaise quitta Recife le 18 février 1649, avec cinq mille hommes de guerre, tous des soldats expérimentés, avec lesquels elle rendit sa puissance plus forte que celle de la bataille précédente. Ils ont également amené 200 Indiens, deux compagnies de noirs et 300 marins qui étaient prêts à affronter le combat dans la campagne ; six canons, douze drapeaux, trompettes, caisses et clairons. Bien qu'ils ne soient pas brillants avec les colliers et les décorations qu'ils avaient la première fois, ils sont venus avec de longues lances avec lesquelles ils s'étaient entraînés pour défendre l'intégrité des escadrons contre les attaques infiltrées de notre infanterie.
Au moment où notre armée est arrivée à la première colline, l'ennemi était déjà formé dans toutes les autres et dans la basse (l'embouchure) où s'était déroulée la bataille principale de la bataille précédente. Il a ordonné à Francisco Barreto de Meneses de s'arrêter et a pris conseil sur l'endroit où ils chercheraient le combat, que ce soit de l'avant, de l'arrière ou des côtés. André Vidal de Negreiros et Francisco Figueroa votèrent pour le front, mais João Fernandes Vieira, qui était avec le gros du peuple, donna l'avis contraire : qu'il fallait chercher l'ennemi l'arrière (comme lors de la 1re bataille) car là où ils se trouvaient il n'y avait pas d'eau et ils devaient camper dans un certain confort en fin d'après-midi, laissant le Hollandais attendre.
Francisco de Meneses était d'accord avec cette dernière opinion et donc il leur ordonna d'aller à un moulin à proximité où ils se reposèrent et tracèrent le plan d'attaque, il fut donc convenu de commencer l'action dès que l'ennemi aurait abandonné ses positions, en quelle que soit la direction.
Le 19, de 13h00 à 14h00 (punies par le soleil), à tel point que les Hollandais quittèrent le haut des collines pour former un grand escadron en direction de Recife, notre armée commença l'approche.
João Fernandes Vieira avec 800 de ses hommes a été le premier à entrer dans le combat, en plein milieu de la zone appelée boqueirão, où l'ennemi avait six escadrons et deux pièces d'artillerie. Après 25 minutes de charges de feu, João Fernandes a tenté de couper la formation néerlandaise à travers le marais. Sans succès, de retour à la position de départ, il demanda à tout le monde d'investir à l'épée après une dernière charge face à l'ennemi, et ainsi l'écart d'épée fut gagné (malgré la vaillante résistance des lanciers hollandais), où l'on conquit deux canons de campagne.
A cette époque, tous nos gens venant du haut et des flancs de la dernière colline étaient déjà au combat : Henrique Dias, Diogo Camarão, Francisco Figueroa, André Vidal, Dias Cardoso et la cavalerie d'Antônio Silva. Prenant la monture centrale et ses quatre pièces d'artillerie, ainsi que les tentes du commandant hollandais Van den Brinck (tué à l'occasion), les Portugais pressèrent les ennemis jusqu'à ce qu'ils se désintègrent et s'enfuient vers Recife, poursuivis par nos cavaliers épuisés ; beaucoup ont fui dans la brousse, d'autres se sont rendus en implorant pour leur vie. »

## Pertes néerlandaises et portugaises dans la seconde bataille
Quant aux pertes subies par les Hollandais aux mains des Portugais, il existe un document contemporain publié à Vienne, la même année de la bataille (1649), par un auteur anonyme, en  allemand et traduit en castillan sous le titre Relación de la Victoria que los Portugueses de Pernambuco Alcançaron de los de la Compañia del Brasil en los Garerapes 19 de Febrero de 1649, où il est dit que :

« La défaite fut cruelle et sanglante, et les Portugais, tuant tous ceux qu'ils rencontrèrent, poursuivirent leur victoire pendant un espace de deux lieues, jusqu'à Barreta, où le général laissa quelques compagnies pour empêcher les fugitifs de passer. Tous fatigués, certains de s'enfuir, et d'autres de tuer et de gagner. Et pendant trois jours, les Portugais se sont promenés, tuant et capturant ceux qui s'étaient retirés et cachés dans ces bois et ces montagnes.
Dans cette admirable victoire, les Hollandais ont perdu plus de 2 500 hommes, entre morts et emprisonnés, avec presque tous les caporaux et officiers de leur armée, seuls deux maîtres de campagne se sont échappés, l'un d'eux blessé à la gorge, un sergent major et quatre capitaines, un millier de soldats et environ 500 blessés.
Le colonel Brinck, qui les gouvernait, deux maîtres de terrain, l'amiral de la Marine qui avait voulu participer à la bataille, avec de nombreux autres capitaines de navires, et des officiers d'artillerie sont morts. Prisonniers 110, dans lequel sont entrés des caporaux, et parmi eux, Regedor Pedro Poty, ce qui a rendu la victoire plus agréable (…).
Les Portugais ont pris les six pièces de bronze de campagne, tous les bagages, munitions et armes, car les fugitifs les ont laissés, pour courir avec moins de gêne, et des douze drapeaux qu'ils ont apportés, seuls deux sont revenus à Recife.
La liste imprimée en Hollande dit qu'ils ont perdu 151 officiers, et plus d'un millier de soldats entre morts et prisonniers, mais les lettres écrites de Recife à ce pays, répètent le visé ; et même s'ils disent, pour diminuer partiellement la gloire que les Portugais ont obtenue, que c'était une embuscade, et non dans une bataille serrée, ils l'avouent tous, ils ont été vaincus par une perte si remarquable.
Parmi les Portugais, le sergent-major Paulo de Cunha Souto Maior, le capitaine de cavalerie Manuel de Araújo de Miranda, des gens de valeur connue, quarante-cinq soldats, et environ 200 blessés, dont le gouverneur Henrique Dias et dix officiers mineurs. Ainsi que les maîtres du champ André Vidal de Negreiros, et João Fernandes Vieira, ils sont partis avec les signes de deux balles (…) »

.

## Héros de la Patrie
La loi no 12701 du 6 août 2012 a déterminé que les noms des principaux personnages luso-brésiliens de la bataille seraient inscrits dans le Livre des héros de la patrie (connu sous le nom de Livre d'acier), déposé à  Panteão da Pátria e da Liberdade Tancredo Neves, un cénotaphe qui honore les héros nationaux situé à Praça dos Três Poderes, à Brasilia.

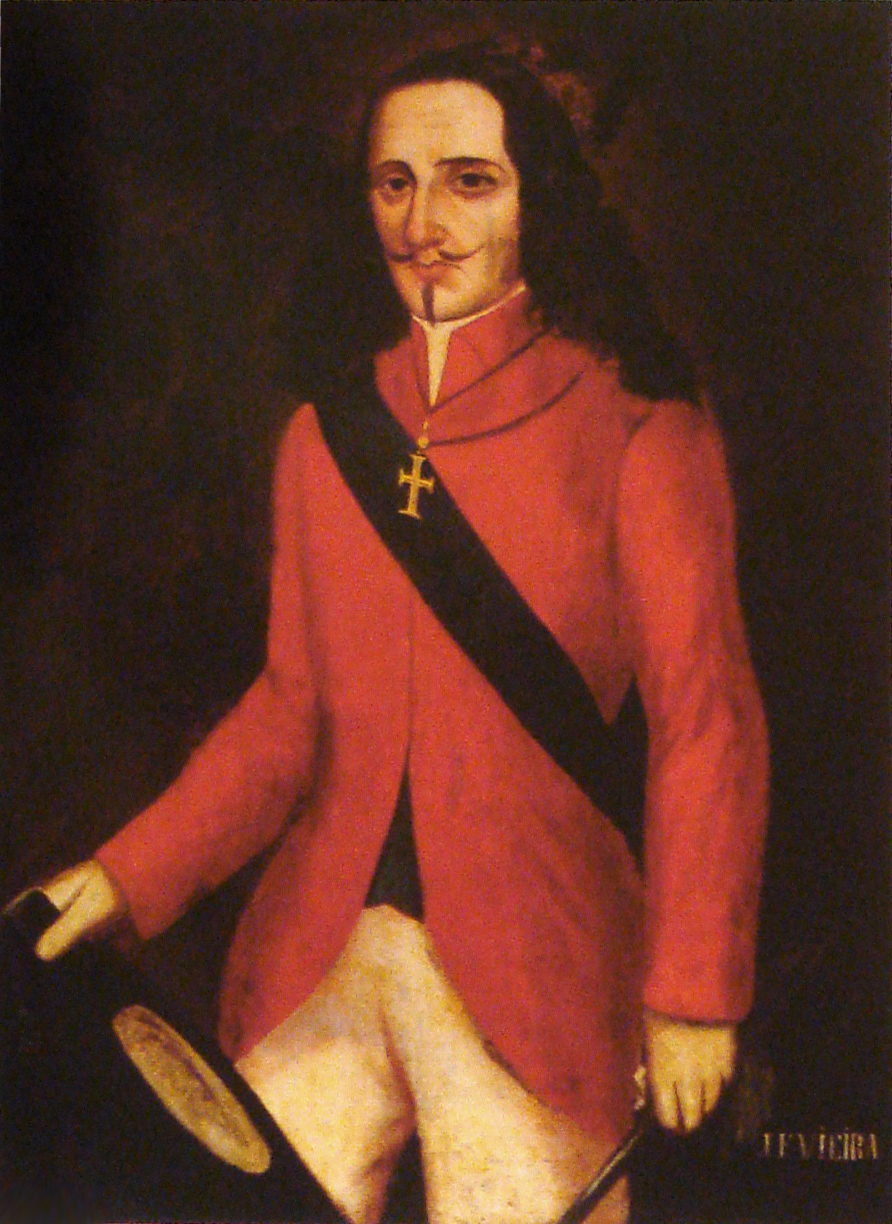
João Fernandes Vieira.
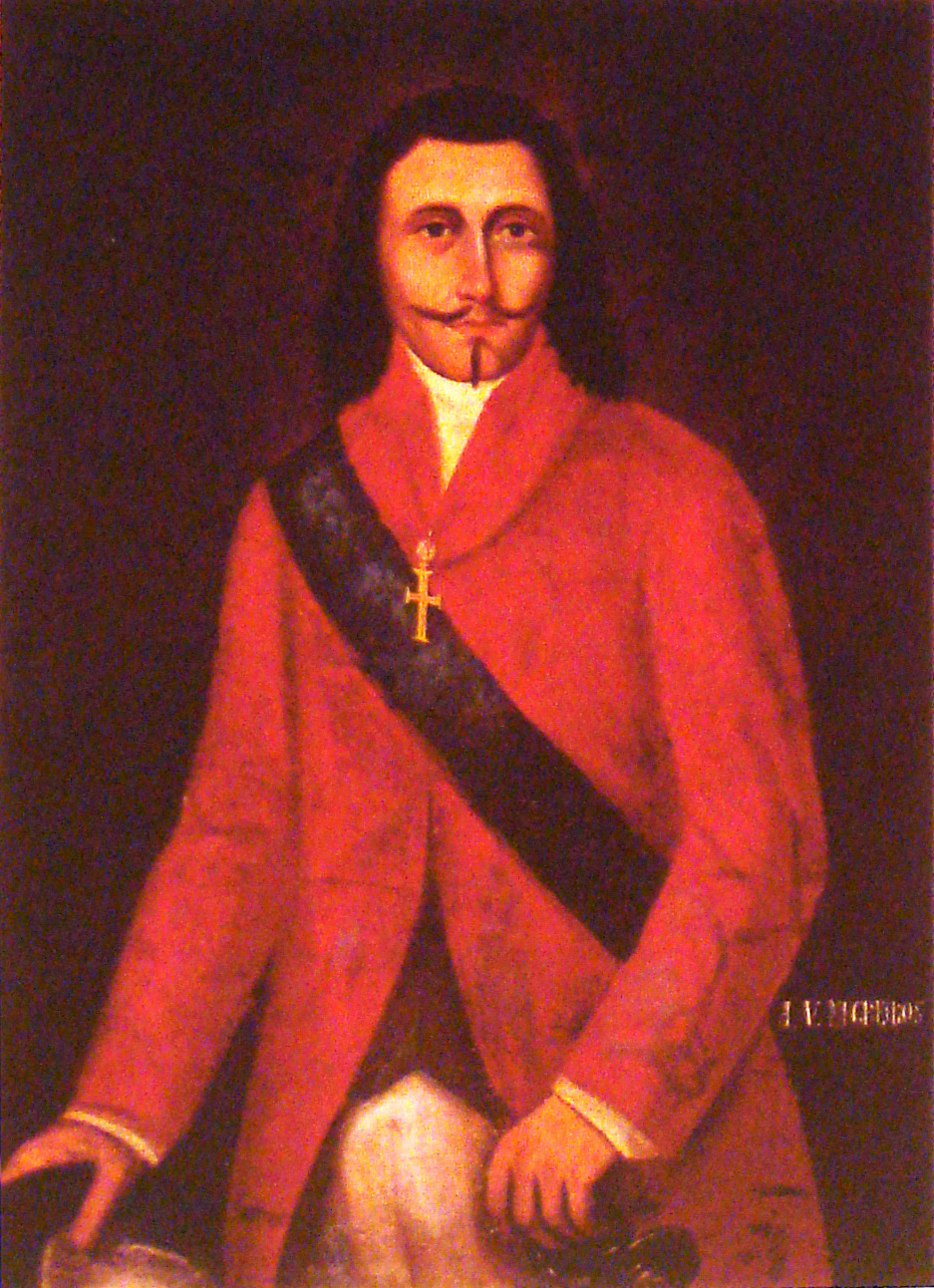
André Vidal de Negreiros.
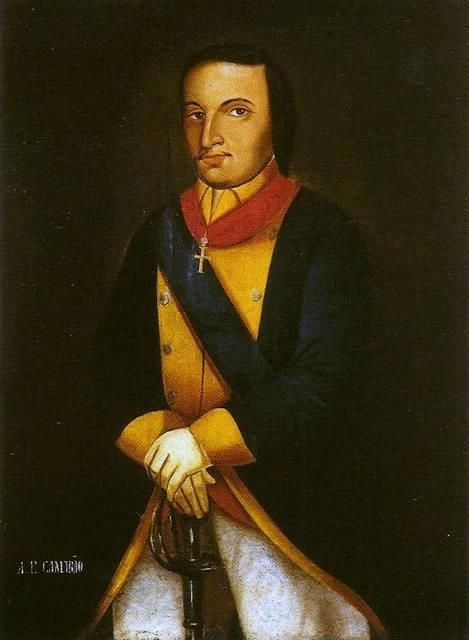
Antônio Filipe Camarão.
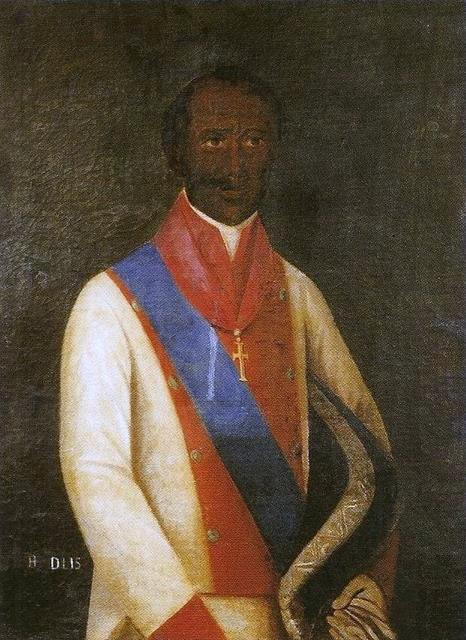
Henrique Dias.
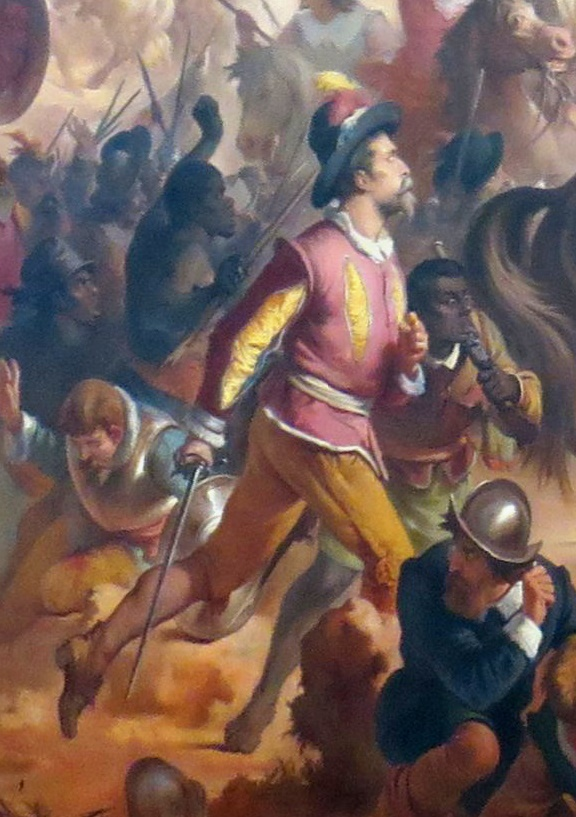
Antônio Dias Cardoso.
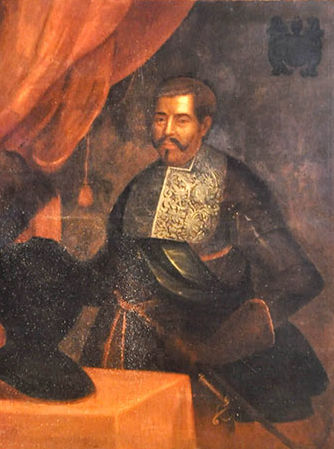
Francisco Barreto de Meneses.